# Fairy Tail
Fairy Tail (japonsky フェアリーテイル, Fearí Teiru; stylizováno jako FAIRY TAIL) je japonská manga, kterou psal a kreslil Hiro Mašima. Vycházela pravidelně každý týden v časopisu Šúkan šónen Magazine od srpna 2006 do července 2017. 545 jednotlivých kapitol bylo vydáno v 63 svazích. Manga pojednává o dobrodružstvích magického cechu s názvem Fairy Tail, jenž se snaží plnit úkoly zadané jejich zákazníky. Příběh se hlavně odehrává na smyšlené planetě Earth-land, které je plná magické energie (Etherno), jenž dovoluje lidem používat různé druhy magie.
Od října 2009 do března 2013 byl na televizní stanici TV Tokyo premiérově vysílán stejnojmenný anime seriál. Produkovaly jej studia A-1 Pictures, Dencú a Satelight a režíroval Šindži Išihara. Druhá řada byla premiérově vysílána od dubna 2014 do března 2016 a vznikla v koprodukci studií A-1 Pictures a Bridge. Třetí řadu, která je zároveň finální řadou seriálu, měly na starosti A-1 Pictures, Bridge a nově také CloverWorks. Byla vysílána mezi říjnem 2018 a zářím 2019. Manga má řadu spin-offů, je jím například prequel Fairy Tail Zero a pokračování Fairy Tail: 100 Years Quest. A-1 Pictures vyrobilo v koprodukci se studiem Satelight mimo jiné devět OVA epizod. V roce 2012 byl do japonských kin uveden anime film Gekidžóban Fairy Tail: Hóó no miko a o pět let později, roku 2017, anime film Gekidžóban Fairy Tail: Dragon Cry.

## Příběh
Příběh začíná u mladé mágyně nebeských duchů Lucy Heartilie, která se chce přidat k magickému cechu Fairy Tail. Poté, co se potká s Natsuem Dragneelem, uživatelem drakobijecké magie, a jeho kočku připomínajícím společníkem exceedem Happym, se jí dostane možnosti vstoupit do Fairy Tail. Lucy a Natsu s Happym vytvoří tým, do kterému se časem přidávají další členové Fairy Tail : Gray Fullbuster, mág ledotvorby, Erza Scarlet, magická rytířka, a Wendy Marvell spolu s exceedem Charle, Wendy je další drakobijec. Jejich tým se pak pouští do plné řady misí, mezi které patří boj se zločinci, nelegálními temnými magickými cechy a starověkými démony vytvořenými Zerefem, nesmrtelným temným mágem.
Po hromadě dobrodružství, kdy se k cechu přidají další členové jako Gajeel nebo Juvia, se Makarov, mistr Fairy Tail, rozhodne vypsat zkoušky pro další S-mágy, což jsou mágové nejvyšší úrovně, které lze v cechu dosáhnou, kromě mistra. Do zkoušky je vybráno osm kandidátů. Natsu, Gray, Juvia, Freed, Levy, Cana, Elfman a Mest. Zkouška se bude konat na posvátném ostrově Tenroujimě, který je duchovním domovem cechu Fairy Tail. Zkouška je, ale přerušena útokem temného cechu Grimoire Heart. Po těžkém boji se Fairy Tail povede porazit mista Grimoire Heart Hadese, než se však stihnout vzpamatovat, napadne je Acnologia, bývalý drakobijec, který se proměnil v draka a má v úmyslu zničit vše na světě. Všichni členové Fairy Tail jsou zachráněni duchem první mistryně Fairy Tail Mavis, která posune celý ostrov mimo čas, na 7 let.
Poté, co se naši hrdinové setkají se zbytkem Fairy Tail, zjistí, co se za posledních 7 let stalo a že Fairy Tail ztratilo svoje postavení jako jeden z nejsilnějších magických cechu v zemi. Natsu, Lucy, Erza, Gray a další se rozhodnou zúčastnit Velkých magických her, aby dokázali, že Fairy Tail je stále nejsilnější cech. Jejich hlavními protivníky bude Sabertooth, cech s dalšími drakobijci. Po vítězství Fairy Tail v magických hrách se nově musí postavit proti příchozímu z budoucnosti Roguem, drakobijcem, jenž se rozhodl s pomocí draků ovládnout svět. Natsuovi a ostatním se ho však podaří zastavit.
Následně Fairy Tail vede válku proti Tartarosu, temnému cechu Etherious démonů, jejímž cílem je zničit veškeré Etherno na kontinentu, čímž by znemožnili používání magie, a odhalit knihu, o které se věří, že obsahuje E.N.D., Zerefova konečného démona, který by ho dokázal zabít, protože Zeref je prokletý a zbavený citů, takže si nepřeje nic jiného než zemřít. Když se Acnologia vrátí k zničení obou cechů, objeví se Igneel, drak, který sloužil jako adoptivní otec pro Natsua, společně s dalšími draky, jenž byly zapečetěni v tělech ostatních drakobijců, a bojuje s Acnologií. Acnologia však zabije Igneela před naprosto bezmocným Natsuem, který se pak rozhodne odjet na výcvikovou cestu, aby pomstil Igneela. Mezitím se Makarov dozvídá o hrozbě od Zerefa, který si na jiném kontinentě vybudoval vlastní říši a rozhodne se, že musí Fairy Tail rozpustit, aby všechny členy ochránil. Důvod rozpuštění cechu si, ale nechá pro sebe, protože ví, že by s tím nikdo nesouhlasil.
Když se Natsu s Happym po roce vrátí, zjistí, že Fairy Tail bylo rozpuštěno a společně s Lucy se vydají najít další členy a cech obnovit. Po nalezení ostatních členů se Fairy Tail znovu obnoví jako magický cech a začne se plánovat cesta za Makarovem do Alvarezu, země, kterou Zeref vybudoval, abych zničil Fairy Tail a ukradl Fairy Heart, mocný magický „předmět“, který by mu dodal neomezenou magii. Když se týmu Natsu povede společně s Laxusem a dalšími členy Fairy Tail dostat Makarova domů, začnou se všichni připravovat na nadcházející válku.